# 貝霍夫區
貝霍夫區是白俄羅斯的一個區，位於該國東部，屬於莫吉廖夫州的一部分，面積2,263.16平方公里，2009年人口35,148，人口密度每平方公里15.59人。